# Naxia spinosa
Naxia spinosa is een krabbensoort uit de familie van de Majidae. De wetenschappelijke naam van de soort is voor het eerst geldig gepubliceerd in 1865 door Hess.